# Rhopalostylis sapida
Rhopalostylis sapida,  nikau,  es una especie de árbol palma de la familia de las Arecaceae;  endémica  de Nueva Zelanda.

## Distribución

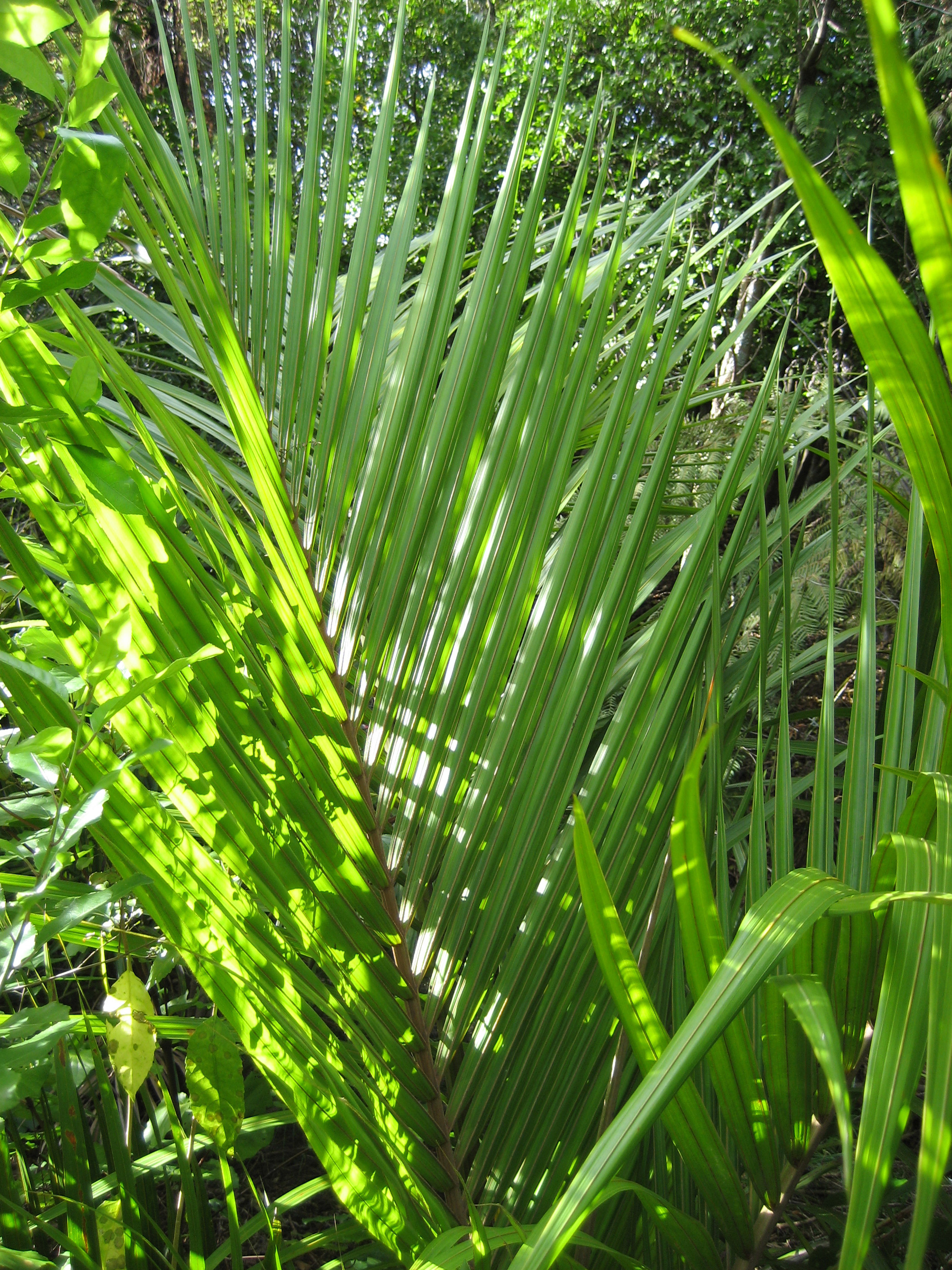
Las frondas del Nikau pueden ser de hasta 3m de largo

El Nikau es la única palma nativa de tierra firme de Nueva Zelanda. Su rango natural es los bosques costeros y de tierras bajas de la Isla del Norte y de la Isla del Sur tan al sur como Okarito (43°20′S) en el oeste y Península de Banks (43°5′S) en el este. Se presenta también en la Isla Chatham e Isla Pitt al sudeste Nueva Zelanda, donde es la palma más austral a los 44° de latitud sur. 'Nīkau' es una palabra maorí; relacionado con las lenguas polinesias del Pacífico tropical, donde se refiere a las frondas o la vena central de la palma cocotera.

## Descripción
El Nikau crece hasta 15 m de alto, con un robusto tronco verde que tiene cicatrices de color verde-gris de las hojas que han caído. El tronco está cubierto en su parte superior por una lisa y protuberante corona de hasta un metro de largo. Las frondas son de hasta 3 m de largo y dispuestas en forma cerrada, a veces los foliolos traslapados son de hasta 1 m de largo. La inflorescencia es multiramificada y de 2 a 4 dm de longitud. Las flores empaquetadas de forma muy cerrada son unisexuales y de color lila a rosa. Las flores masculinas son unisexuales y de color lila a rosa, y tienen 6 estambres. Las flores femeninas son solitarias. La fruta es elíptica u oblonga, y generalmente mide de 10 por 7 mm, y es roja cuando está madura. El nikau produce flores entre noviembre y abril, y las frutos maduran entre febrero y noviembre, tardando casi un año en madurar completamente. Estas son la comida favorita del Kereru, la paloma de bosque nativa.

## Propagación

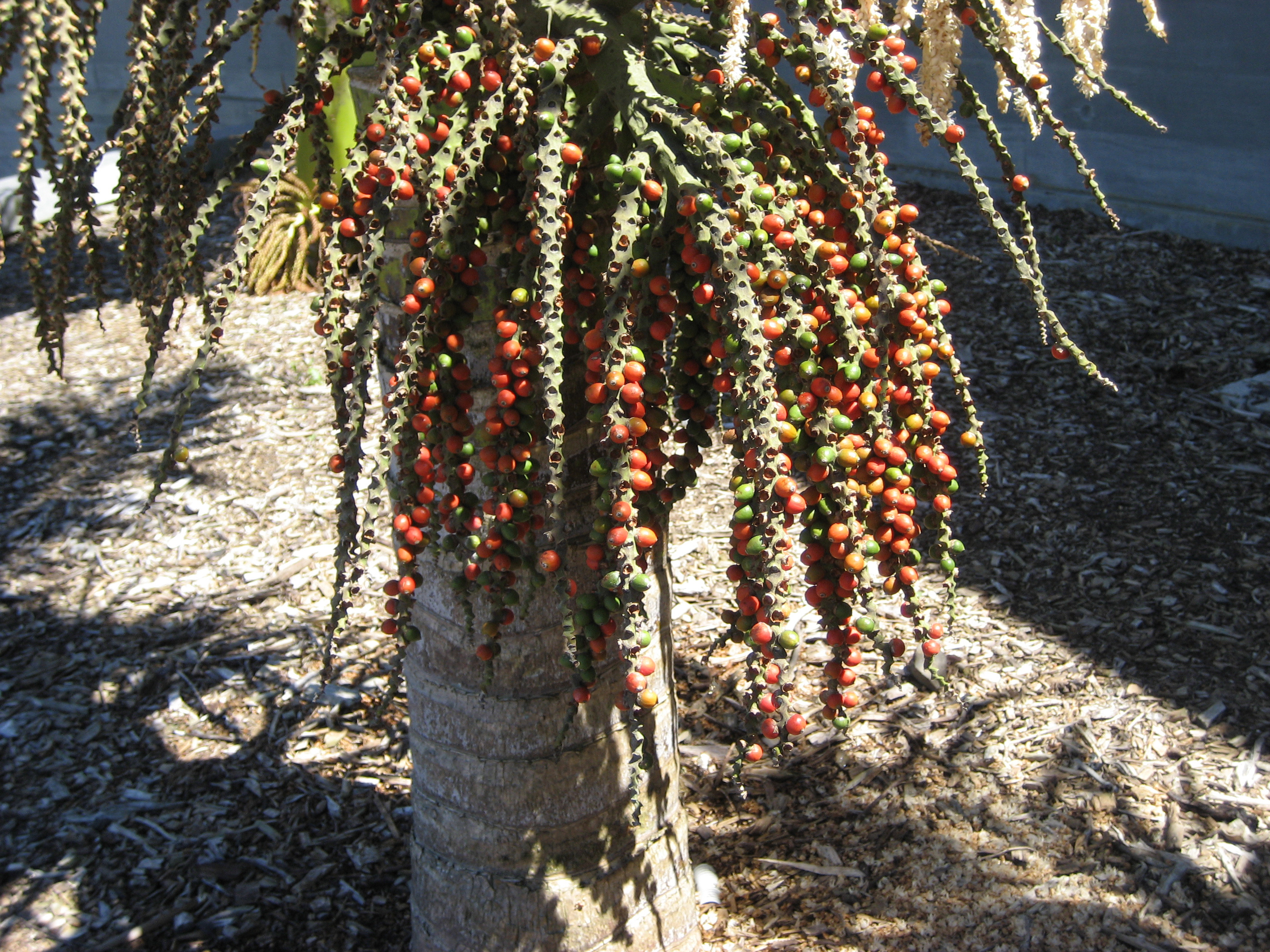
Fruto maduro del Nikau

El nikau es fácil de cultivar desde la semilla se sumerge en agua por pocos días y se frota con cuidado para remover la carne. La semilla germina rápidamente si es sellada en bolsas de plástico en semi-sombra, después se pueden plantar en macetas profundas. Las macetas deben ser altas y estrechas y proveer resguardo para aminorar la probabilidad de daño a las raíces al hacer el trasplante. El trasplante es exitoso si la raíz no es afectada. 
El nikau es una excelente planta de maceta, y tiene buena resistencia al frío. Tiende a ser de crecimiento lento.

## Variación

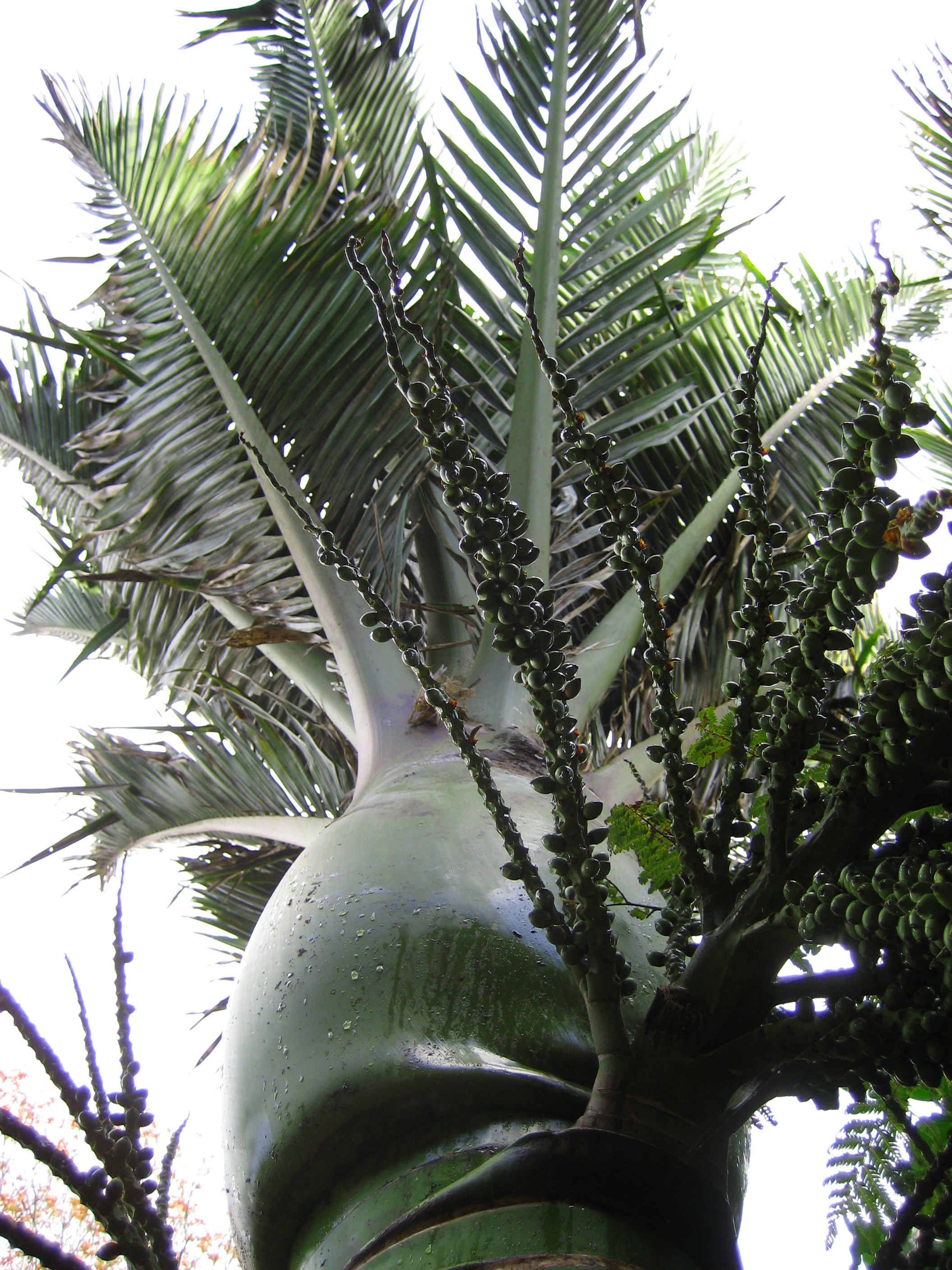
La Nikau de Islas Chatham es particularmente distintiva

Las palmas nikau muestran una considerable variación en la naturaleza. Plantas de la Isla del Sur e islas exteriores de la Isla del Norte tienen frondas más grandes y con arcos más elegantes y son más populares en cultivo. La forma de las Islas Chatham es particularmente diferente, teniendo un aspecto juvenil distintito y frutos más grandes, y una cobertura más amplia de finos vellos en las frondas. Se necesita más investigación para saber su relación precisa con la forma de tierra firme.  La palma Nikau de Nueva Zelanda es muy similar a la Rhopalostylis baueri de las Islas Kermadec e Isla Norfolk, las cuales pueden ser distinguidas por sus más ovaladas y redondeadas frutas, y por sus foliolos que son más anchos que aquellos que son encontrados en la mayoría de las poblaciones de R. sapida.

## Taxonomía
Rhopalostylis sapida fue descrita por H.Wendl. & Drude y publicado en Les Palmiers 255.
Etimología
Rhopalostylis: nombre genérico que deriva de las palabras griegas: rhopalon = "club" y stylis = "estilo", en referencia a la forma de pistilada de la flor estaminada.
sapida: epíteto
Sinonimia
- Areca sapida Sol. ex G.Forst. (1786).
- Kentia sapida (Sol. ex G.Forst.) Mart. (1849).
- Eora sapida (Sol. ex G.Forst.) O.F.Cook (1927).
- Areca banksii A.Cunn. ex Kunth (1841), pro syn.[3]